# Real Rovers FC
El Real Rovers FC fue un equipo de fútbol de Sudáfrica que jugó en la Liga Premier de Sudáfrica, la primera categoría de fútbol del país.

## Historia
Fue fundado en el año 1975 en la ciudad de Potgietersrus, pasando como un equipo aficionado en sus primeros años hasta que consiguen el ascenso a la Liga Nacional en 1993 como subcampeones de la segunda categoría.
El club participó en las dos últimas temporadas de la Liga Nacional hasta 1995, posteriormente fue uno de los equipos fundadores de la Liga Premier de Sudáfrica en la temporada 1996/97 donde terminó en el lugar 16, salvando la categoría por solo un punto.
El club terminaría descendiendo en la siguiente temporada al finalizar en último lugar entre 18 equipos aunque apenas descendió por dos puntos. Tres temporadas después el club desciende de la Primera División de Sudáfrica al terminar último de su zona en la que solo hizo seis puntos, desapareciendo al finalizar la temporada.

## Jugadores

### Jugadores destacados
| - Johannes Pilusa - Joel Seroba | - Mpangi Mericani - Alex Bapela |